# Mobio Besse Henri
Mobio Besse Henri est un boxeur professionnel ivoirien de l'écurie RISK né le 12 octobre 1977 à Abidjan et mort le 12 mars 2020.

## Carrière
Le 10 juin 2005, il remporte le titre de champion de confédération africaine de boxe dans la catégorie lourds-légers en battant aux points Georges Akono. 
Lors du gala international RISK le 9 mars 2007 au Palais des sports de Treichville, Mobio Henri remet sa ceinture en jeu contre son challenger ghanéen, Isaac Paakwesi Ankrah. Il l'emporte par abandon à la 11e reprise et récidive le 24 octobre 2008 face à Olubi Severin (arrêt de l'arbitre à la 3e reprise).